# Cold Kiss (Ms.OOJAの曲)
「Cold Kiss」（こーるどきす）は、Ms.OOJAの楽曲。2021年8月16日にUniversal Sigmaから配信限定シングルとしてリリースされた。

## 概要
「Cold Kiss」はMs.OOJAにとって通算10曲目の配信限定シングル。
2021年2月16日でメジャーデビュー10周年を迎えたMs.OOJAは、2021年3月から7ヶ月連続で毎月16日にデジタル配信シングルをリリースすることを発表しており、その第6弾となる楽曲が「Cold Kiss」。
楽曲は日本の1980年代シティ・ポップにインスパイアされて制作された。2015年8月15日、NHK BSプレミアム「新・BS日本のうた」に初出演した際にプロデューサーからリクエストされてMs.OOJAが歌唱したのが松原みきの「真夜中のドア～Stay With Me」であった。この曲はカバーアルバム「流しのOOJA 〜Vintage Song Covers〜」の収録曲となり、2020年8月26日にリリースされた。奇しくも数年前から海外で日本の1980年代シティポップが注目されてきており、Ms.OOJAによる「真夜中のドア〜Stay With Me」の歌唱動画が2020年11月28日に公開されると、再生回数は8ヶ月で200万回を超えた。あらためて「真夜中のドア～Stay With Me」に感銘を受け、シティポップをテーマに新曲「Cold Kiss」が書き下ろされた。
ミュージックビデオはShotaroとRyo Ogawa[Skire]というふたりのクリエイターによる初のコラボレーションで制作された。
ジャケット写真は、7連続リリース第1-5弾に続いて日本武道館で撮影されたものが使用されている。

## 収録曲
| #         | タイトル      | 作詞        | 作曲        | 編曲           | 時間 |
| --------- | ------------- | ----------- | ----------- | -------------- | ---- |
| 1.        | 「Cold Kiss」 | Ms.OOJA/JiN | Ms.OOJA/JiN | JiN/川嶋フトシ | 3:46 |
| 合計時間: | 合計時間:     | 合計時間:   | 合計時間:   | 合計時間:      | 3:46 |

## ミュージックビデオ
| 曲名      | ミュージックビデオ              |
| --------- | ------------------------------- |
| Cold Kiss | Ms.OOJA 「Cold Kiss」 - YouTube |

## 収録アルバム
| # | 楽曲      | アルバム      | アルバム |
| # | 楽曲      | 発売年月日    | タイトル |
| - | --------- | ------------- | -------- |
| 1 | Cold Kiss | 2021年10月6日 | Present  |